# Пономаренко, Иван Владимирович
Иван Владимирович Пономаренко (укр. Іван Володимирович Пономаренко; род. 10 мая 1998, Орехово, Сакский район, АР Крым, Украина) — украинский футболист, вратарь клуба «Подолье».

## Игровая карьера
Воспитанник юношеской академии: «Днепр» (Днепропетровск). С 2016 года начал тренироваться с первой командой, однако играл исключительно за юношескую и молодёжную команду клуба.
В сезоне 2017/18 стал одним из основных голкиперов, правда основная команда выступала уже не как обычно в УПЛ, а во второй украинской лиге. В футболке первой команды днепрян дебютировал 9 июля 2017 года в проигранном (1:2) выездном поединке кубка Украины против любительского клуба из Львовской области: «Демня».
В 2020 году стал бронзовым призёром чемпионата Таджикистана в составе клуба ЦСКА (Душанбе). В марте 2021 года подписал контракт с черновицким футбольным клубом «Буковина», за который выступал до завершения того же года и провел 29 официальных матчей во всех турнирах.
В начале января 2022 года стал игроком клуба Украинской Премьер-Лиги: «Львов», подписав контракт на 2,5 года. В Премьер-лиге Украины дебютировал 25 сентября 2022 года, выйдя на поле в стартовом составе в победном (1:0) выездном поединке против ФК «Минай». В феврале 2023 года подписал контракт (по схеме 1+1) с клубом «Ворскла».
В июле 2023 года вернулся в «Буковину», которая выступает уже в первой украинской лиге. В рамках данного турнира дебютировал 27 июля того же года в проигранном (0:1) домашнем поединке против тернопольской «Нивы». По завершении 2024/25 сезона покинул команду, всего за два сезона в составе черновицкого клуба Пономаренко сыграл в 33-х матчах во всех турнирах. А в общей сложности в футболке «Буковины» за два периода провел 62 официальных матча.

## Достижения
«ЦСКА» (Душанбе)
- Бронзовый призёр чемпионата Таджикистана: 2020[англ.]